# Breiðamerkurjökull
Il Breiðamerkurjökull è una grande lingua di ghiaccio che discende dal versante meridionale del ghiacciaio Vatnajökull, nel sud-est dell'Islanda.

## Variazioni frontali
Alla fine del XIX secolo la lingua del ghiacciaio si spingeva fino al mare, ora è situata a più di 3 chilometri dalla costa. Durante la sua ritirata, lungo il suo bordo si sono formati una serie di laghi glaciali, tra cui i principali sono il Breiðárlón e il Jökulsárlón.